# La Tectonique des sentiments
 (novembre 2022).

La Tectonique des sentiments est une pièce de théâtre écrite par Éric-Emmanuel Schmitt en 2008. Cette pièce montre la psychologie de personnages tourmentés par les séismes de la passion amoureuse, du fait d'une véritable « tectonique des sentiments » : l'amour prédit la haine, l'élégance se transforme en cruauté et tendresse devient désespoir.

## Argument
L'histoire raconte la vie d'un couple, Diane et Richard. Diane est heureuse, épanouie, mais fragile,. Ainsi, lorsqu'elle soupçonne que Richard l'aime moins qu'auparavant, elle décide de le mettre à l'épreuve : elle lui explique que leur vie de couple a changé depuis quelque temps, que l'amour passionné n'est plus et qu'ils sont peut-être au fond que de simples amis... Ce que Richard accepte, proposant ainsi une rupture.
Diane se sent alors trahie, humiliée et la vengeance semble donc être inéluctable. Son métier va l'aider à mettre son plan en place. En effet, elle est députée et fréquente des milieux sociaux diverses. C'est ainsi qu'elle rencontre deux prostituées roumaines, Rodica et Elina. Cette dernière plaît beaucoup à Diane, tant par sa beauté que par sa sensibilité. Elle conclut donc un marché diabolique, tout en taisant les raisons qui l'y ont poussée : faire séduire Richard par la jeune femme.
Diane pense alors rabaisser Richard au point de le fiancer à une prostituée, mais elle va devoir faire face à des imprévus qui vont la bouleverser, sa haine va se dissiper et lui faire comprendre que son amour pour Richard est toujours présent...

## Création
La pièce de théâtre fut mise en scène par Éric-Emmanuel Schmitt lui-même. La distribution était la suivante :
- Clémentine Célarié, dans le rôle de Diane.
- Tchéky Karyo, dans le rôle de Richard.
- Annick Alane, dans le rôle de Mme Pommeray la mère de Diane.
- Marie Vincent et Sara Giraudeau, dans le rôle des deux prostituées.

## Éditions
Édition imprimée originale
- Éric-Emmanuel Schmitt, La Tectonique des sentiments, Paris, éd. Albin Michel, 18 janvier 2008, 180 p., 130mm x 200mm (ISBN 978-2-226-16806-1, BNF 41185782).

Édition imprimée au format de poche
- Éric-Emmanuel Schmitt, La Tectonique des sentiments, Kiki van Beethoven, Un homme trop facile, The Guitrys (Théâtre, Tome 4), Paris, Librairie générale française, coll. « Le Livre de poche », 21 septembre 2016, 512 p., 18 cm (ISBN 978-2-253-06895-2).